# 鐵人28號
《鐵人28號》（日语：鉄人28号）是橫山光輝1956年開始連載的日本漫畫作品，後來陸續改編電視動畫、廣播劇、電視劇、電影等相關作品。本編成為日本主流獨有風格的超級機器人動畫的元祖作，和普遍性的人工智慧型機器人的原子小金剛同期首播。

## 故事概要
在太平洋戰爭末期，為了解決日本軍士兵不足的問題，軍部要求金田博士和敷島博士製作可以讓日本軍起死回生的秘密兵器，巨大機械人「鐵人28號」。 但是機械人完成前日本便戰敗投降，於是「鐵人28號」又被鎖起來。後來金田博士的兒子，金田正太郎得到28號的無線操控器，而展開了故事。

## 衍生作品
- 廣播劇《鐵人28號》於1959年由播放日本放送電台播放。
- 黑白電視劇《鐵人28號》於1960年2月1日到4月25日播放共13集。[2]
- 黑白電視動畫《鐵人28號》於1963年10月20日到1966年5月27日期間播放共96集，日本動畫史上首部巨大機械人動畫。[3]
- 電視動畫《鐵超人》（太陽の使者 鉄人28号）於1980年10月3日至1981年9月25日期間播放共51集。
- 動畫電影《鐵人28號 神秘魔術團 海底基地》（鉄人28号 ミラクル魔術団 海底基地）於1964年7月21日上映。[4]
- 電視動畫《無敵大鐵人》（超電動ロボ 鉄人28号FX）於1992年4月5日至1993年3月30日期間播放共47集。
- 電視動畫《鐵人28號》2004年4月7日到9月29日期間播放共26集,

台灣超視
2005年1月7日起每晚6:30
，將第一作黑白電視動畫以復古風重拍彩色版本，獲選為2004年第八屆日本新媒體動漫藝術節動畫部門推薦的作品。
- 漫畫《鐵人28號 皇帝的紋章》（鉄人28号 皇帝の紋章）2004年由長谷川裕一作畫，在《月刊マガジンZ》連載，單行本共3冊。
- 電影《鐵人28號》於2005年3月19日上映，由日本松竹電影公司製作。
- 漫畫《鐵人奪還作戰》（鉄人奪還作戦）於2006年由佐藤文也崇畫新版鐵人28號，在講談社的《Magazine SPECIAL》連載。
- 動畫電影《鐵人28號 白晝的殘月》（鉄人28号 白昼の残月）於2007年3月31日上映，由今川泰宏導演所執導的新版動畫電影。
- 短篇電視動畫《鐵人28號GAO!》（鉄人28号ガオ!）於2013年4月6日到2016年3月26日播放共151集。

## 外部連結
- 橫山光輝官方網站 （页面存档备份，存于）（日語）